# Monagroulli
Monagroulli (griechisch Μοναγρούλλι) ist eine Gemeinde im Bezirk Limassol in der Republik Zypern. Bei der Volkszählung im Jahr 2021 hatte sie 795 Einwohner.

## Lage und Umgebung

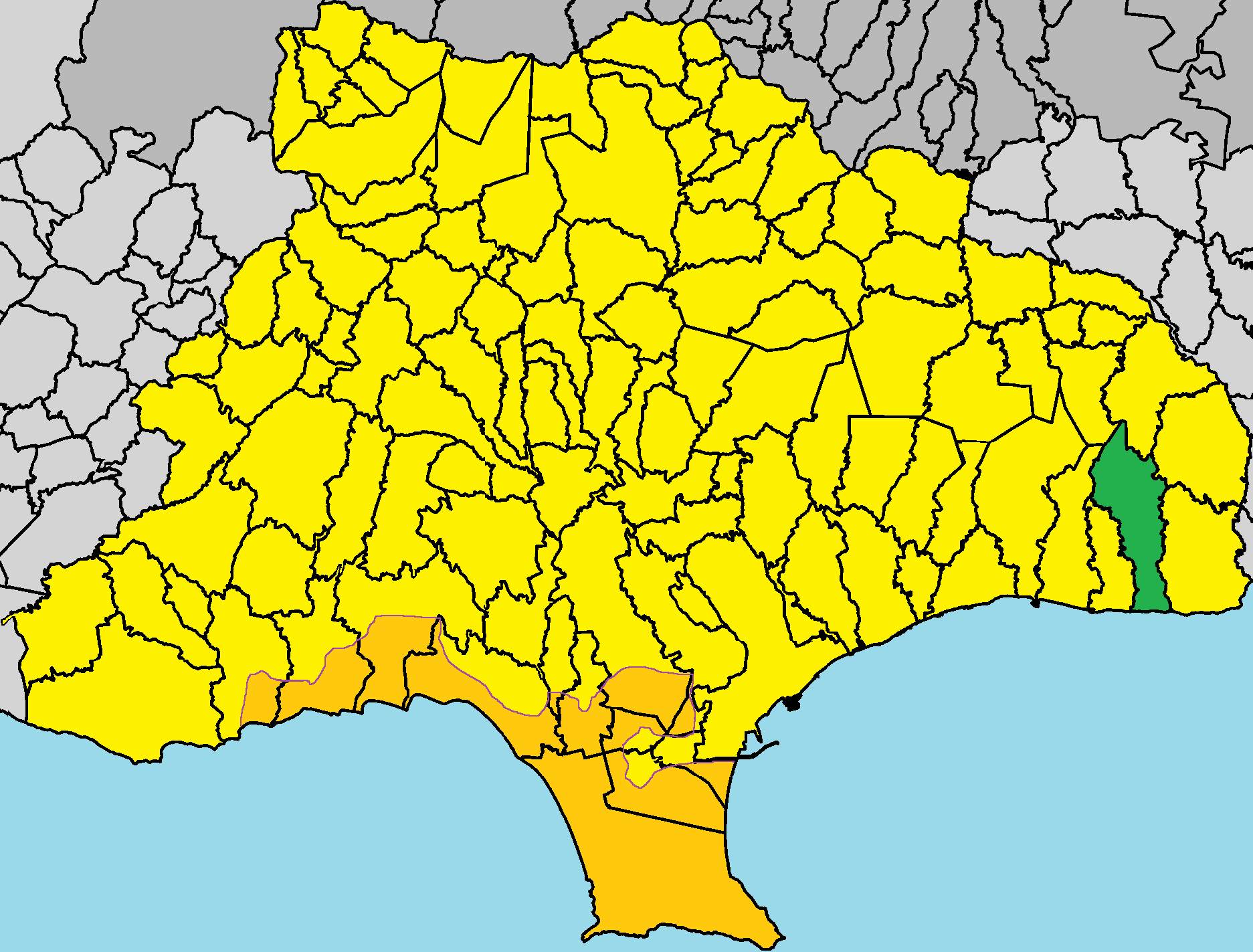
Lage im Bezirk Limassol

Monagroulli liegt im Süden der Mittelmeerinsel Zypern auf einer Höhe von etwa 90 Metern, etwa 15 Kilometer östlich von Limassol. Das etwa 17,6565 Quadratkilometer große Dorf grenzt im Westen an Moni und Pyrgos, im Norden an Vasa Kellakiou und Sanida und im Osten an Pendakomo und Asgata. Die Südseite des Verwaltungsgebiets ist Küstengebiet. Das Dorf kann über die Straße E108 erreicht werden, einem Abzweig der B1.
Oliven, Johannisbrot und Obstbäume werden in Monagroulli angebaut. Die Produktion von schwarzen Artischocken und Schuhfeigen ist wichtig.
Der Strand des Dorfes ist zwei Kilometer lang. Er umfasst felsige Höhlen mit Buchten mit etwas Sand. An diesem Strand gibt es einen Höhlentunnel, dessen Eingang im Meer liegt. Er ist etwa 80 Meter lang. Der Überlieferung nach war dieser Tunnel mit dem alten Amathous verbunden, aus dem seine Königin floh, als die Sarazenen angriffen.

## Bevölkerungsentwicklung
Laut den in Zypern durchgeführten Volkszählungen erlebte die Bevölkerung des Dorfes mehrere Höhen und Tiefen. In den letzten Jahrzehnten hat die Bevölkerung einen starken Anstieg gezeigt. Die folgende Tabelle zeigt die Bevölkerung von Monagroulli, wie sie in den in Zypern durchgeführten Volkszählungen erfasst wurde.
| Jahr      | 1881 | 1891 | 1901 | 1911 | 1921 | 1931 | 1946 | 1960 | 1976 | 1982 | 1992 | 2001 | 2011 | 2021 |
| Einwohner | 263  | 304  | 296  | 342  | 350  | 467  | 498  | 445  | 368  | 328  | 287  | 471  | 536  | 795  |